# Sirima
Sirima, eigentlich Sirima Larufunga (geb. am 14. Februar 1964 in Isleworth, Großbritannien; gest. am 7. Dezember 1989 in Paris) war eine britische Sängerin.

## Leben und Wirken
Sirima war das Kind einer französischen Mutter und eines ceylonesischen Vaters. Ihre Kindheit verbrachte sie in Sri Lanka, im Alter von acht Jahren zog sie nach der Trennung ihrer Eltern mit ihrer Mutter zurück nach Großbritannien.
Sie wuchs in einem von Musik geprägten Umfeld auf. In ihrer Kindheit hörte sie die volkstümliche ceylonesische Musik Baila, buddhistische Perkussions und in englischer Sprache gesungene katholische Kirchenlieder. Ihr Vater spielte Gitarre, ein Onkel Flöte. In England angekommen begann sie selbst auf unterschiedlichen Instrumenten zu musizieren, mit ihren Schwestern spielte sie Folkmusik.
Mit achtzehn Jahren siedelte Sirima nach Frankreich um und nahm dort eine Stelle als Au-pair-Mädchen an. Von 1982 bis 1987 trat sie als Straßenmusikerin mit einer E-Gitarre in der Pariser Métro auf. Oft war sie im unterirdischen Bahnhof Châtelet – Les Halles anzutreffen, wo sie Lieder von den Beatles, Joan Baez und anderen sang.
Ende 1986 suchte der französische Sänger Jean-Jacques Goldman eine Duettpartnerin für die Aufnahme seines fertig komponierten Liedes Là-bas. Sein Saxofonist Philippe „Pinpin“ de Lacroix-Herpin brachte ihm eine Kassette seines Freundes Philippe Delettrez, der Sirima in den U-Bahn-Gängen entdeckt hatte und mit ihr musizierte. Goldman, der diesbezüglich bereits viele Sängerinnen angehört hatte, suchte Sirima, deren Stimme ihm gefiel, in der Métrostation Barbès – Rochechouart auf. Er bat sie zu einer Probe ins Studio, wo er feststellte, dass sie die Sängerin war, die er suchte.
Là-bas erschien auf Goldmans Album Entre gris clair et gris foncé und wurde als Single ausgekoppelt. Das Lied hielt sich 1988 fünf Wochen lang auf Platz 2 der französischen Charts.
In der Folge nahm Sirima ihr eigenes, in englischer Sprache gesungenes Album …A Part of Me auf. Es entstand im Studio Davout in Paris und erschien am 17. November 1989. Musik und Texte schrieb Sirima selbst, nur für No reason no rhyme, das als Single ausgekoppelt wurde, steuerte Philippe Delettrez die Musik bei. Beim Lied I need to know sang Jean-Jacques Goldman als ihr Duettpartner. Auch die Gestaltung des Covers und die Drehbücher der Videoclips stammten von Sirima.
Infolge tragischer Umstände sollte …A Part of Me ihr einziges Album bleiben. Im Lied His way of loving me beschrieb sie die bewegte Beziehung („I never dreamed love could be like war“) mit ihrem Lebensgefährten Kahatra Sasorith, dem Vater ihres vermutlich 1986 geborenen Sohnes Kym. Der zu Gewaltausbrüchen neigende, wenig erfolgreiche Musiker ist als zweiter Gitarrist auf Sirimas Album aufgeführt. Am 7. Dezember 1989, weniger als drei Wochen nach dem Erscheinen des Albums, verletzte er Sirima, vermutlich aus Eifersucht, in ihrer gemeinsamen Wohnung mit einem Küchenmesser durch einen Stich ins Herz tödlich.

## Diskografie

### Alben
- 1989: …A Part of Me

### Singles
- 1987: Là-bas (mit Jean-Jacques Goldman)
- 1989: Was It A Dream?
- 1990: No Reason No Rhyme